# Edgar Papp
Edgar Papp (* 1938 in Fulda) ist ein deutscher germanistischer Mediävist.

## Leben
Das Studium der Germanistik und Romanistik in München und Marburg schloss er mit dem Staatsexamen/Promotion (Mediävistik) in Marburg 1965. Er war Assistent und von 1969 bis 1975 Akademischer Rat in Tübingen. Er lehrte von 1975 bis 1995 als Professor für Ältere deutsche Sprache und Literatur an der Universität Osnabrück/Standort Vechta und von 1995 bis 2002 an der Universität Göttingen.
Seine Forschungsschwerpunkte sind frühmittelhochdeutsche Literatur, Fabelforschung (Sebastian Brant) und Grimm-Briefwechsel.

## Schriften (Auswahl)
- Die altdeutsche Exodus. Fink, München 1968, OCLC 2456155.
- als Herausgeber mit Karl Willigis Eckermann: Martin Luther. Annäherungen und Anfragen (= Vechtaer Universitätsschriften. Band 1). Vechtaer Druckerei und Verlag, Vechta 1985, ISBN 3-88441-105-5.
- als Herausgeber: Aufgaben und Chancen kleiner Hochschulstandorte. Podiumsdiskussion in der Abteilung Vechta der Universität Osnabrück am 12. Juli 1984 (Vechtaer Universitätsschriften. Sonderheft 1). Vechtaer Druckerei und Verlag, Vechta 1985, ISBN 3-88441-130-6.
- als Herausgeber mit Wilfried Kürschner: Jacob und Wilhelm Grimm. Fachwissenschaftliche und fachdidaktische Beiträge zur Werk- und Wirkungsgeschichte (= Vechtaer Universitätsschriften. Band 5). Runge, Cloppenburg 1989, ISBN 3-926720-02-6.
- als Herausgeber mit Werner Raffke: Neuere Ansätze in der Didaktik der Schulfächer. (= Vechtaer Universitätsschriften. Band 10). Runge, Cloppenburg 1992, ISBN 3-926720-09-3.
- Taschenbuch Literaturwissenschaft. Ein Studienbegleiter für Germanisten. Erich Schmidt Verlag, Berlin 1995, ISBN 3-503-03704-7.